# کشف الحقایق
کشف الحقایق اثری عرفانی به فارسی از شیخ عبدالعزیز بن محمد نَسَفی معروف به عزیزالدین نسفی است. تاریخ تقریبی تحریر و تألیف این کتاب را بین حدود ۶۷۱ و ۶۸۰ هجری قمری ذکر کرده‌اند. این اثر اخیراً به اهتمام و تعلیق احمد مهدوی دامغانی در انتشارات بنگاه ترجمه و نشر کتاب به چاپ رسیده است.
طرز بیان نسفی در این کتاب به گونه‌ای است که در برخی سخنان وی می‌توان رنگ تعلیم شیعه را در مسئلهٔ اجتهاد و تقلید شناسایی کرد. آنچه را بعضی مشایخ قدما در باب عدم اختلاف واقعی جوهر ادیان گفته‌اند شاید بتوان گفت در بیان وی به نوعی آیین طبیعی، شبیه به آنچه بعضی حکمای عصر روشنگری اروپا گفته‌اند، منتهی می‌شود.
این کتاب مشتمل بر ۷ رساله به ترتیب زیر است:
- رسالهٔ اول: وجود
- رسالهٔ دوم: انسان
- رسالهٔ سوم: سلوک
- رسالهٔ چهارم: توحید
- رسالهٔ پنجم: معاد انسان
- رسالهٔ ششم: دنیا و آخرت، شب قدر و روز قیامت، حیات و ممات
- رسالهٔ هفتم: هفت آسمان و هفت زمین، تبدیل زمین و طی آسمان، زمین قیامت و زمین عرفات، حج گزاردن